# Kotaro Dürr

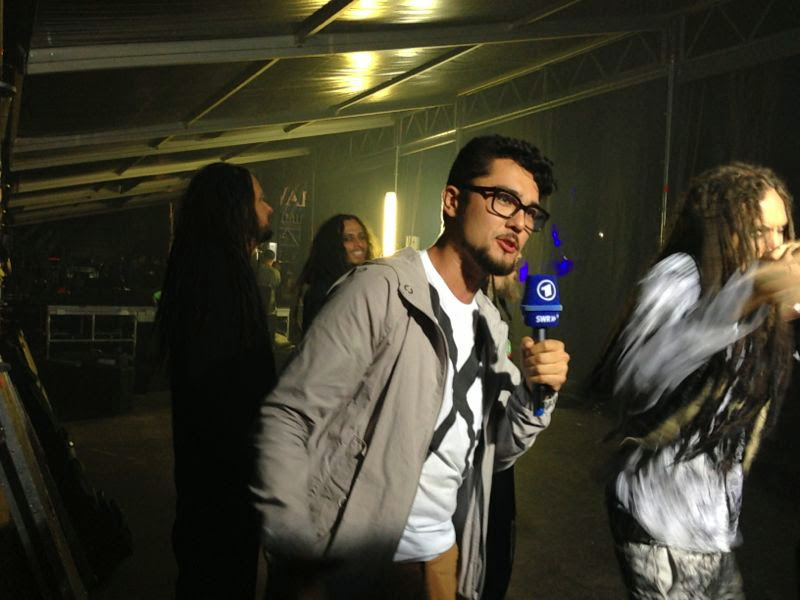
Kotaro Dürr (2013)

Kotaro Dürr (* 26. Oktober 1985 in Stuttgart) ist ein deutscher Radio- und Fernsehmoderator und Journalist.

## Leben
Dürr wuchs in Stuttgart als Sohn der Opernsänger Karl-Friedrich Dürr und Keiko Yamamoto-Dürr auf. Zu Schulzeiten baute er mit Mitschülern ein eigenes Schulradio auf.
Ab 2005 studierte er an der Universität Tübingen. 2009 erfolgte der Abschluss in Anglistik und Soziologie.
Kotaro Dürr lebt in Köln.

## Wirken

### Radio
2002 knüpfte Dürr über einen Schulradio-Wettbewerb erste Kontakte zum SWR-Jugendsender DASDING. Dort arbeitete er seit 2006 als Freier Redakteur, Reporter, Autor und DJ. Nach Abschluss seines Studiums betreute Kotaro Dürr als Onlineredakteur die Präsenz des Senders auf Sozialen Medien und übernahm erste Moderationsdienste. Ab 2012 präsentierte Dürr die Morningshow „Aufstehen mit DASDING“.
Im September 2015 wechselte er zu 1LIVE (WDR) und moderierte dort neben Bianca Hauda, Tilmann Köllner und Franziska Niesar die Popkultursendung 1LIVE PLAN B. Für die Sendung reiste er zu internationalen Musikevents wie Primavera Sound in Barcelona und Roskilde-Festival in Dänemark. Regelmäßig führte er Interviews mit internationalen und deutschen Künstlern wie Blink-182, The XX oder Casper. Seit der Auflösung der Moderationsteams im Juni 2019 vertritt er Köllner und Niesar.
Dürr gehört zum festen Moderationsensemble der bundesweit ausgestrahlten Radiosendung “Die Junge Nacht der ARD” bei 1LIVE, DASDING, Fritz, MDR Sputnik, N-Joy, Unserding und You FM.
Seit 2021 moderiert und kuratiert er die zweistündige Musiksendung „1LIVE ROCK SESSION“, die in der 1LIVE App und auf 1LIVE Diggi hörbar ist.
Im Januar 2024 übernahm Dürr die Moderation von 1LIVE Stories von Mona Ameziane und führt seitdem im Wechsel mit Franziska Niesar durch die dreistündige Sonntagabendsendung. 

### Youtube
Seit Juli 2023 moderiert Kotaro Dürr den Youtube-Kanal Inside Playstation.

### Podcast
Zwischen 2017 und 2020 produzierte Kotaro Dürr den Musikpodcast A LITTLE SOMETHING gemeinsam mit dem Musikjournalisten und Autor Jan Wehn. In monatlichen Abständen sprachen die beiden über neue Musikveröffentlichungen und popkulturelle Phänomene. Seit 2024 führt er das Format auf Instagram und TikTok fort.

### Fernsehen
Zwischen 2010 und 2015 moderierte er die Live-TV-Übertragungen von deutschen und internationalen Musikfestivals auf SWR EinsPlus. Bei Rock am Ring, Southside Festival und Openair Frauenfeld führte er mit Fred Peters, Nicole Köster, Siham El-Maimouni und Marie Nasemann durch die mehrstündigen Livestrecken und führte vor Ort Talks mit Bands wie Korn, Donots und Marteria.
Als Sprecher war er in den SWR-Sendungen DASDING.tv und Beatzz zu hören.